# 弗拉基米尔·萨莫基什
弗拉基米尔·伊戈列维奇·萨莫基什（羅馬化：Vladimir Igorevich Samokish；1975年9月20日—）是俄罗斯企业家、政治人物和第八届国家杜马代表。
1993年至2009年，萨莫基什以个体企业家身份积极从事商业活动。2009年，他被任命为托木斯克州副州长。2015年，他当选托木斯克市杜马代表。自2021年9月起，他担任第八届国家杜马代表。
2018年，萨莫基什成为托木斯克市杜马最富有的代表。
萨莫基什已婚并育有双胞胎。

## 制裁
萨莫基什于2022年因俄乌战争而受到英国政府和美国财政部制裁。